# Inglisia theobromae
Inglisia theobromae är en insektsart som beskrevs av Robert Newstead 1917. Inglisia theobromae ingår i släktet Inglisia och familjen skålsköldlöss. Inga underarter finns listade i Catalogue of Life.